# 山城国分寺跡

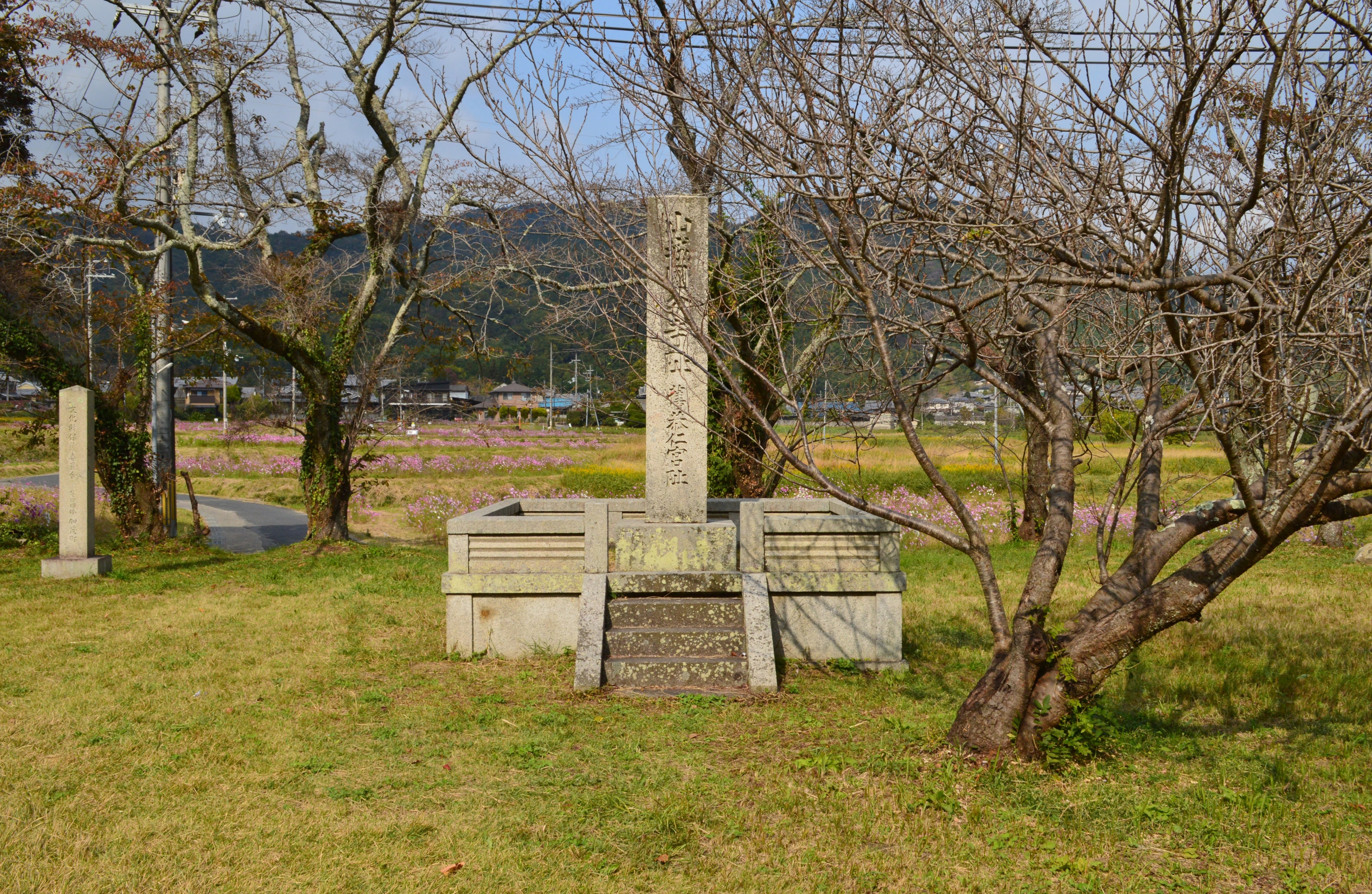
山城国分寺 金堂跡（恭仁宮 大極殿跡）

山城国分寺跡（やましろこくぶんじあと、山背国分寺跡）は、京都府木津川市加茂町にある古代寺院跡。恭仁宮跡と重複し、合わせて国の史跡に指定されている（指定名称は「恭仁宮跡（山城国分寺跡）」）。
奈良時代に聖武天皇の詔により日本各地に建立された国分寺のうち、山城国（当時は山背国）国分僧寺の寺院跡にあたる。本項では山城国分尼寺（山背国分尼寺）の推定地についても解説する。

## 概要
京都府南部、木津川北岸の瓶原に位置する。聖武天皇の詔で創建された国分僧寺の遺構に比定され、当地で営まれていた恭仁京の廃都後、宮跡が国分寺に造り替えられて建立された特異な例になる。建立に際しては恭仁宮大極殿（元は平城宮第1次大極殿）が金堂に転用されるとともに、七重塔などの建物が新たに造営された。現在は金堂基壇・塔基壇を遺存する。
寺域は1957年（昭和32年）に国の史跡に指定された。1973年度（昭和43年度）以降に恭仁宮跡とともに発掘調査が実施されている。

## 歴史

### 創建
| 年                | 出来事                     |
| ----------------- | -------------------------- |
| 天平12年（740年） | 平城京→恭仁京遷都          |
| 天平13年（741年） | 国分寺建立の詔             |
| 天平16年（744年） | 恭仁京→難波宮遷都          |
| 天平18年（746年） | 恭仁宮大極殿を国分寺に施入 |

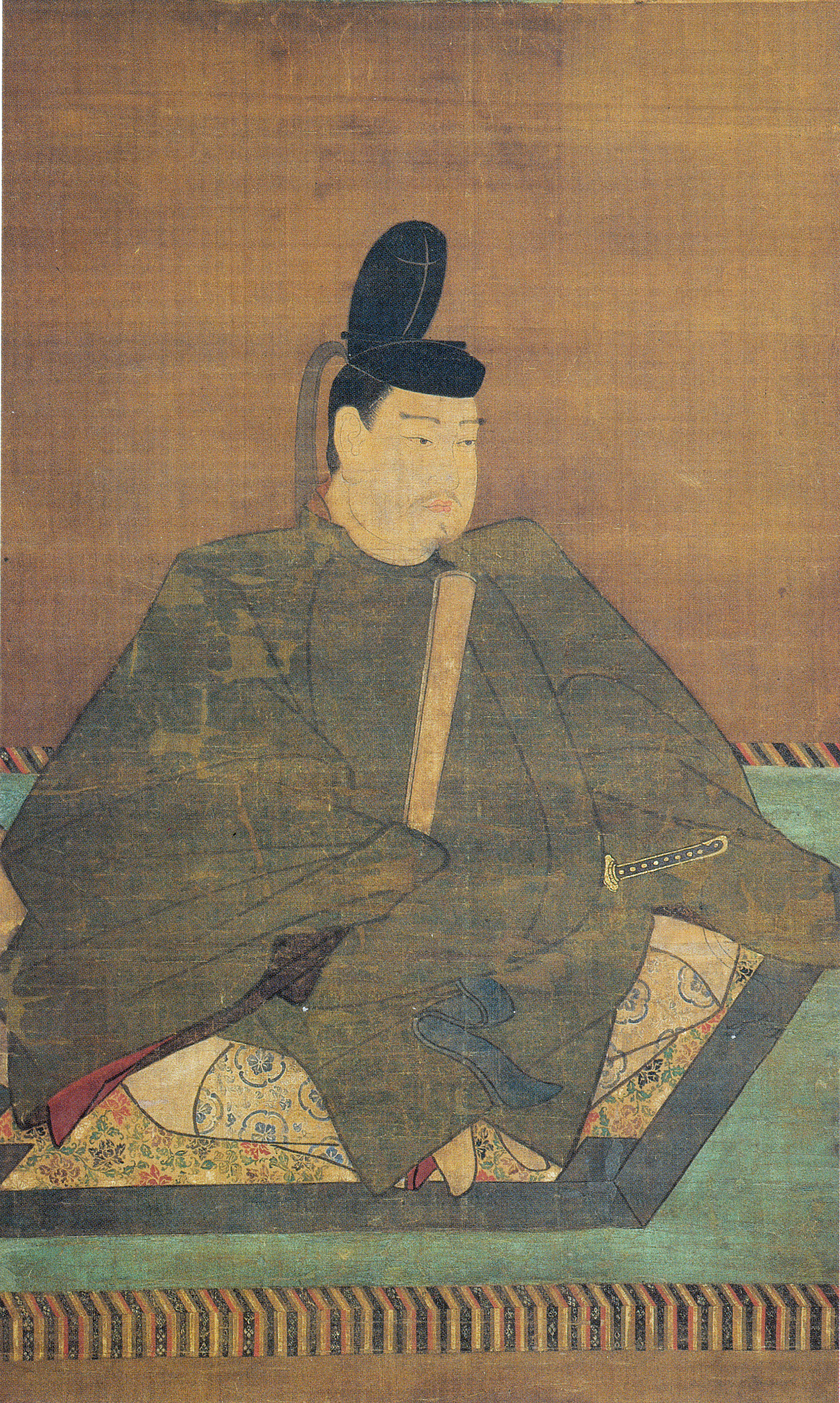
聖武天皇肖像

創建について、文献では天平13年（741年）に国分寺建立の詔が出されたのち、恭仁京廃都後の天平18年（746年）に恭仁宮大極殿を国分寺に施入したと見える。なお、山城国の「山城」の用字は平安京遷都の延暦13年（794年）以後のことであり、それ以前となる国分寺建立当時は「山背」の用字であった。
一方、国分寺を天平18年（746年）以前の創建とし、同年に恭仁宮跡地に移転したとする説もある。この説では、移転前の地について木津川市加茂町河原とする説や木津川市山城町上狛とする説が挙げられる。特に木津川市加茂町河原の「光明寺塚」と称される土壇では多数の古瓦が見つかったというが、遺構等の詳細は明らかでない。
なお、『続日本紀』天平15年（743年）条に見える「大養徳国金光明寺」について、通常は東大寺（奈良県奈良市）を指すと解されるが、山背国分寺を指すとして同年までの創建の支証とする説もある（「大養徳国」は大和国の当時の表記であるが、恭仁宮も正式名称は「大養徳恭仁大宮」であった）。

### 古代
天平19年（747年）には、諸国国分僧寺・国分尼寺に90町・40町の田が施入された。また宝亀4年（773年）には「山背国国分二寺」に便田各20町が施入されている。
承和10年（843年）には、弘仁13年（822年）以来に国庁で修されていた山城国の正月吉祥悔過が、旧例に復して国分寺で行われるようになったと見える。
また『興福寺官務牒疏』（嘉吉元年（1441年））によれば、元慶6年（882年）に炎上し、昌泰元年（898年）に再建されたという。
延長5年（927年）成立の『延喜式』主税上の規定では、山城国の国分寺料として稲1万5千束があてられている。

### 中世
鎌倉時代には、寛喜3年（1231年）の史料に平等院の末寺である旨が見える一方、正安3年（1301年）の史料には春日社領として見える。
室町時代の変遷は詳らかでないが、衰退が一層進んだとされる。

### 近代以降
近代以降については次の通り。
- 1957年（昭和32年）7月1日、「山城国分寺跡」として国の史跡に指定[1]。
- 1973年度（昭和43年度）以降、発掘調査（京都府教育委員会、旧加茂町教育委員会（のち木津川市教育委員会））。
- 2007年（平成19年）2月6日、史跡指定名称を「恭仁宮跡（山城国分寺跡）」に変更[1]。

## 伽藍

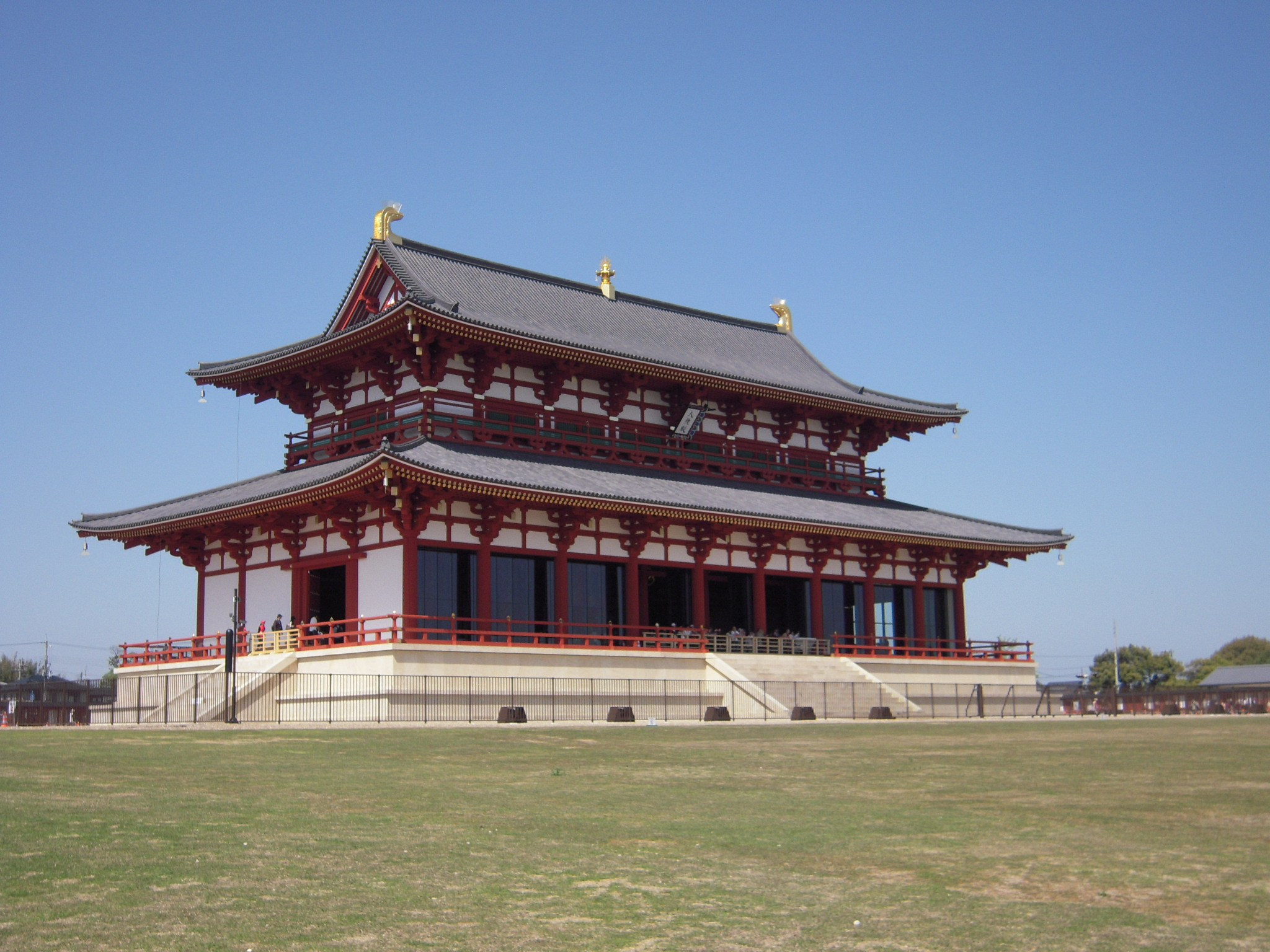
平城宮 第1次大極殿
（復元、参考画像）平城宮第1次大極殿が恭仁宮大極殿→山背国分寺金堂と転用された。

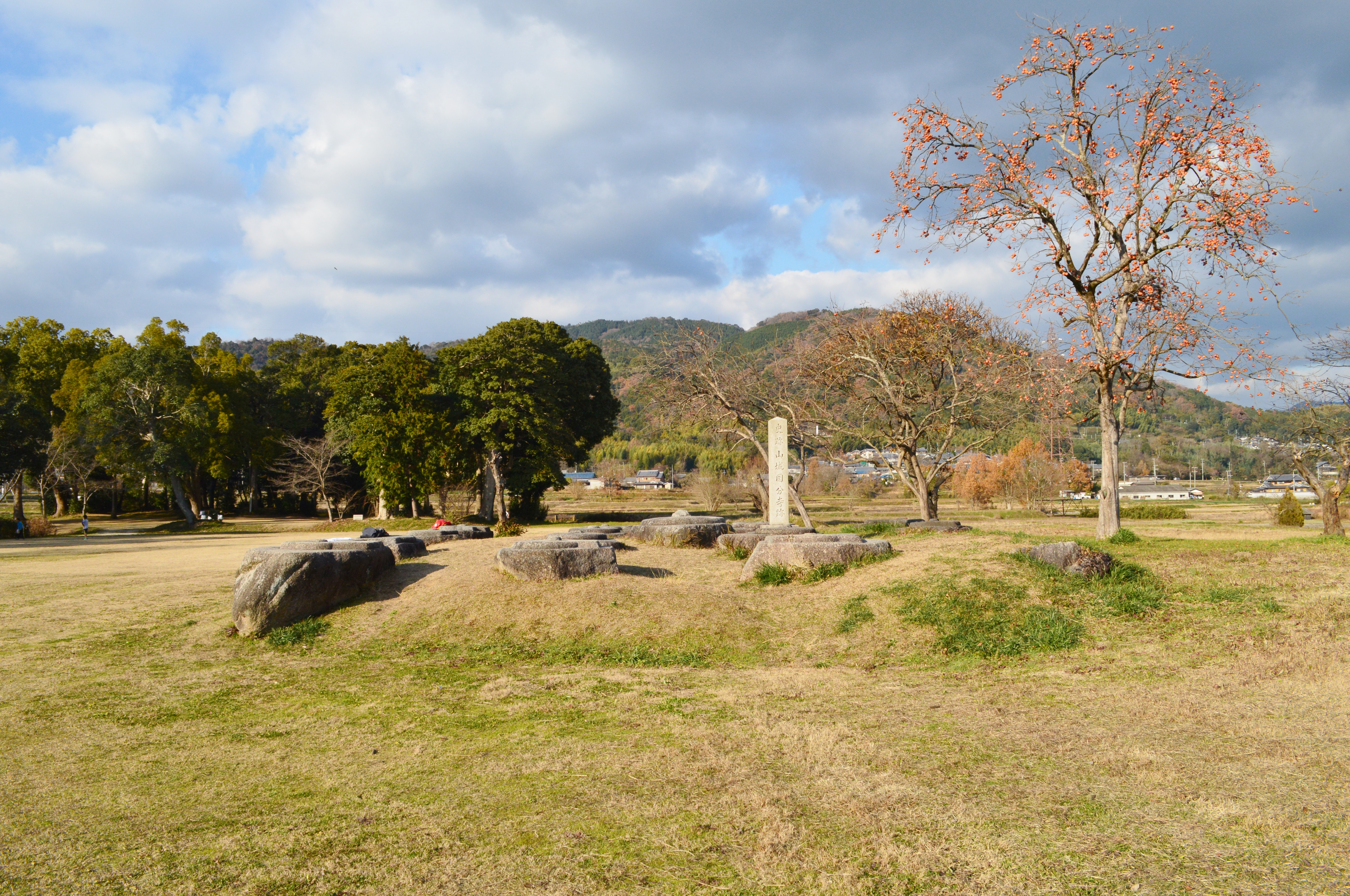
塔跡

僧寺跡の寺域は南北330メートル（3町=1100尺）・東西273メートル（2.5町=910尺）で、築地塀をもって区画する。主要伽藍として、寺域西寄りに金堂・講堂（推定）等が南から一直線に配され、東寄りに塔院が配される国分寺式伽藍配置（東大寺式伽藍配置の略型）と推定される。遺構の詳細は次の通り。
金堂
本尊を祀る建物。現在は恭仁小学校の裏手に位置する。文献上では恭仁宮大極殿の転用とされ、発掘調査でも恭仁宮大極殿がそのままの形で転用されたことが判明している。その恭仁宮大極殿も平城宮第1次大極殿の移築になる。
基壇は東西53.1メートル（177尺）・南北28.2メートル（94尺）で、化粧は瓦積基壇とし、前面中央に1間分の階段1基を付す。通常の大極殿は、凝灰岩切石の壇上積基壇で階段を3基付す例であるため、恭仁京造営の段階では基壇回りの工事は未着手であり、瓦積基壇は国分寺転用後の化粧であったとされる。
基壇上建物は東西9間・南北4間で、東西44.7メートル（149尺）・南北19.8メートル（66尺）を測る。桁行の身舎部分の7間は5.1メートル（17尺）等間で、両脇間は4.5メートル（15尺）。梁間の中央2間は5.4メートル（18尺）等間で、両脇間は4.5メートル（15尺）。
塔
経典（金光明最勝王経）を納めた塔（国分寺以外の場合は釈迦の遺骨（舎利）を納めた）。金堂の東南東約120メートルに位置し、金堂とは異なり国分寺施入後の新造になる。基壇は17メートル（57尺）四方で、化粧は瓦積基壇とし、基壇裾には石敷の犬走り（雨落）が巡らされるほか、周囲には30メートル（100尺）四方の掘立柱塀が巡らされて塔院を形成する。
基壇上建物は七重塔とされ、初層は3間四方で、9.8メートル（32尺）四方を測る。中央1間は11.5尺で、両脇間は10.25尺。礎石は花崗岩製で柱座・地覆座を造出し、現在は17個のうち15個が原位置を保った状態で遺存する。心礎は出枘式になる。
築地塀
寺域を区画する塀。基底部幅は約3メートル（10尺）。
その他の堂宇は未確認のため詳らかでない。
建物に使用された瓦について、金堂（恭仁宮大極殿）の瓦は恭仁宮造営時の新調である一方、塔・回廊・築地の瓦は平城京の瓦の転用とされる。新調された瓦は推定近江国分寺（紫香楽宮跡内裏野地区）の瓦と同笵であることが判明しているが、技法・胎土は異なることから、瓦笵のみが移されたと推測される。

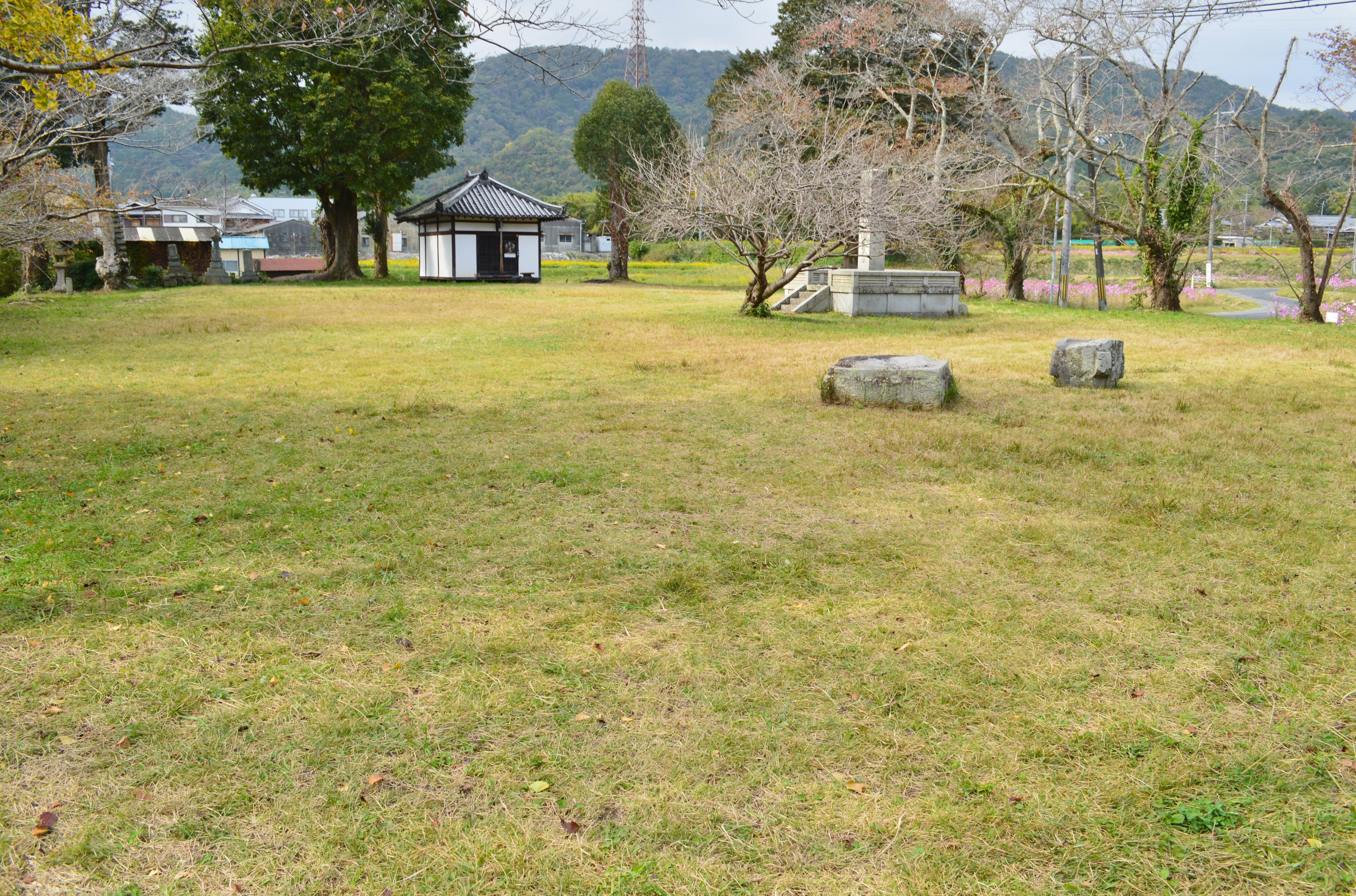
金堂跡（恭仁宮大極殿跡）
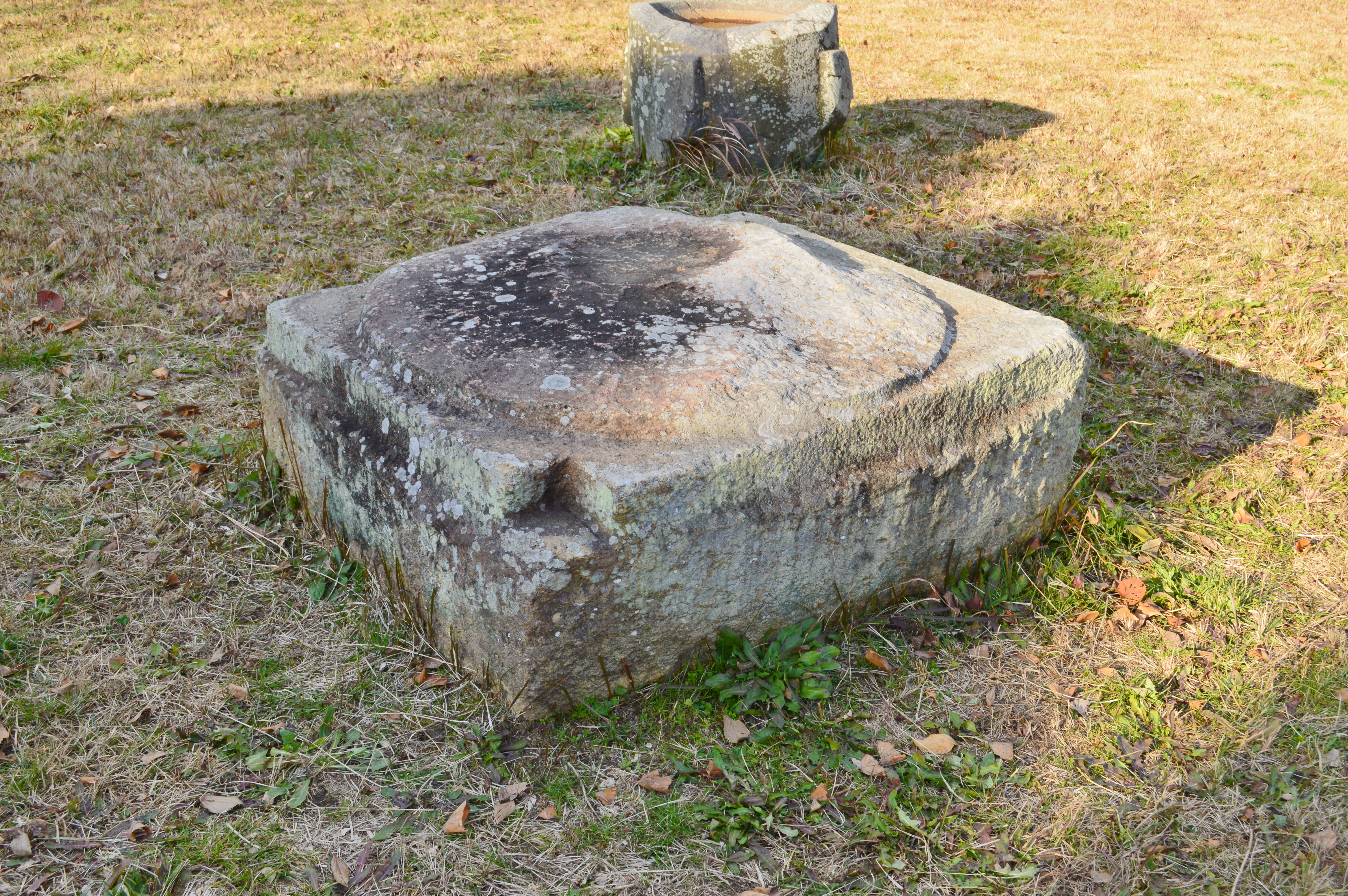
金堂礎石
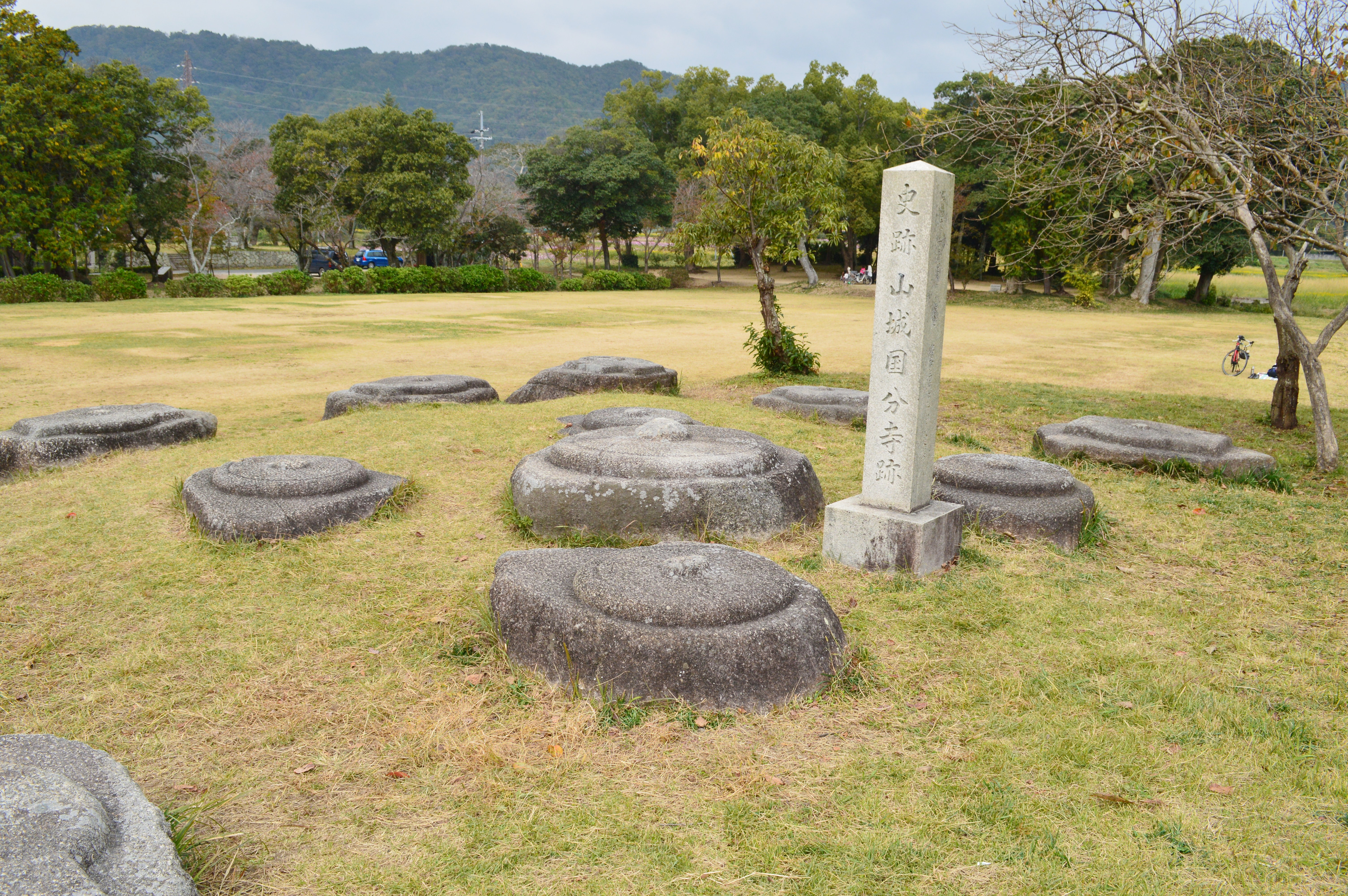
塔礎石 中央に心礎。
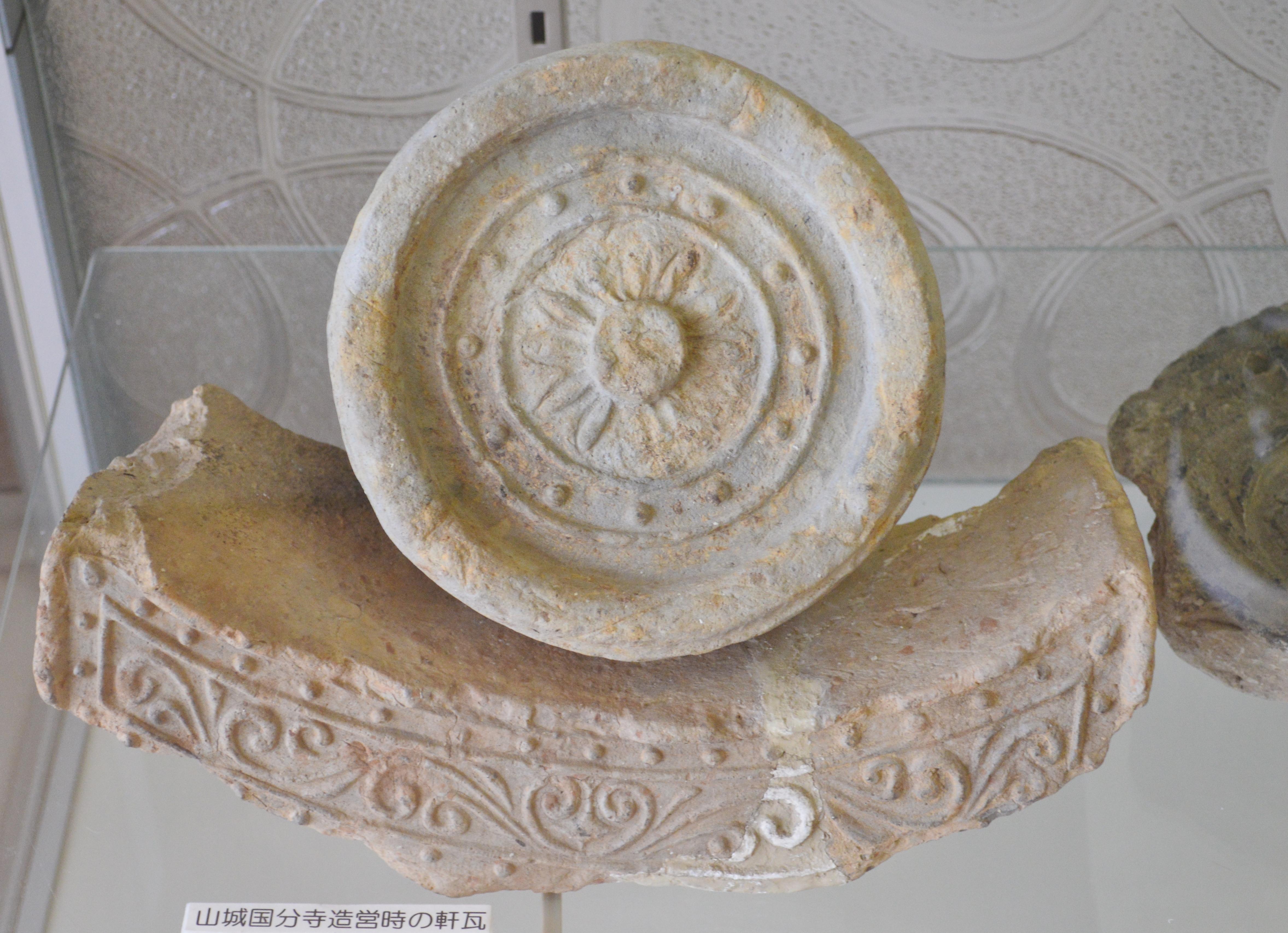
造営時瓦 くにのみや学習館展示。

## 山城国分尼寺跡

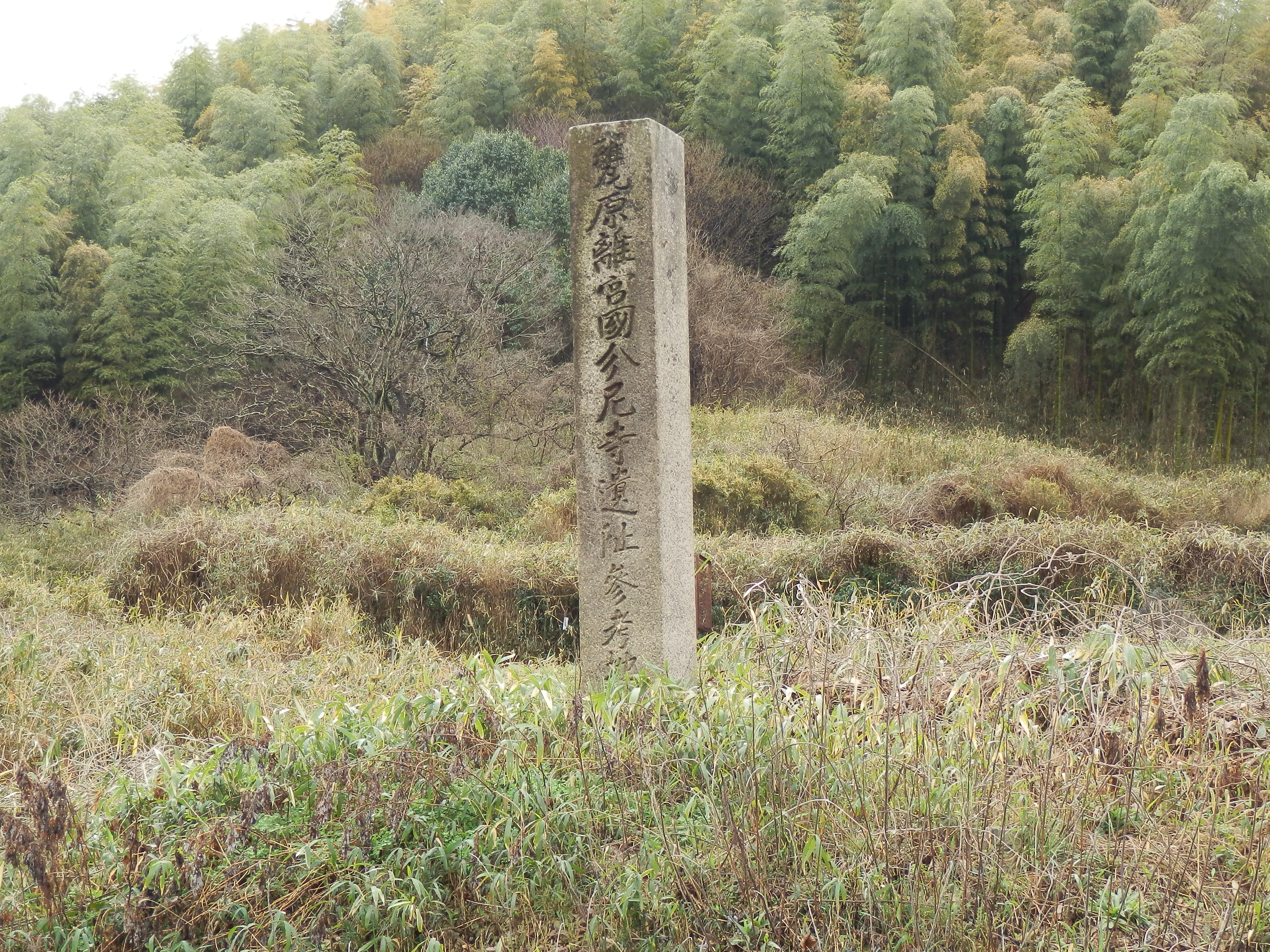
甕原離宮国分尼寺遺阯参考地碑
（木津川市加茂町法花寺野）

尼寺跡の所在は詳らかでない。一説には、僧寺跡とは木津川を挟んだ南岸の木津川市加茂町法花寺野に比定され、現在は石碑が建てられている（北緯34度45分25.13秒 東経135度50分39.65秒 / 北緯34.7569806度 東経135.8443472度）。同地は法花寺野集落の西方約200メートルに位置し、1915年（大正4年）の府道工事で多量の古瓦が出土したほか、1927年（昭和2年）の発掘調査では土壁様遺構が検出されている。「法花寺野」の地名が国分尼寺跡と推定される根拠となるが、関連遺構が検出されていないため比定には疑義もあり、同地を甕原離宮に比定する説もある。

## 文化財

### 国の史跡
- 恭仁宮跡（山城国分寺跡）
1957年（昭和32年）7月1日、「山城国分寺跡」として国の史跡に指定[1]。
2007年（平成19年）2月6日、史跡範囲の追加指定および指定名称を「恭仁宮跡（山城国分寺跡）」に変更[1]。
2008年（平成20年）7月28日・2010年（平成22年）2月22日・2015年（平成27年）3月10日・2017年（平成29年）2月9日・2018年（平成30年）2月13日、史跡範囲の追加指定[1][11]。

## 現地情報
所在地
- 京都府木津川市加茂町例幣ほか

交通アクセス
- 西日本旅客鉄道（JR西日本）関西本線 加茂駅（徒歩約30分）[12]

関連施設
- くにのみや学習館（木津川市文化財整理保管センター分室）（木津川市加茂町岡崎） - 恭仁宮跡・山城国分寺跡の出土品等を保管・展示。
- ふるさとミュージアム山城（京都府立山城郷土資料館）（木津川市山城町上狛） - 恭仁宮跡・山城国分寺跡の出土品・復元模型等を保管・展示。

周辺
- 高麗寺跡 - 国の史跡。白鳳寺院跡で、奈良時代後期の瓦には山城国分寺との共通性が見られる[13]。

## 関連文献
（記事執筆に使用していない関連文献）
- 「瓶原國分寺址」『京都府史蹟勝地調査會報告 第四冊』京都府、1923年。 - リンクは国立国会図書館デジタルコレクション。